# Choeroniscus godmani
Choeroniscus godmani es una especie de murciélago de la familia Phyllostomidae.

## Distribución geográfica
Se encuentra en Colombia, Costa Rica, El Salvador, Guatemala, Guayana, Honduras, México, Nicaragua , Surinam y  Venezuela.